# Emil Aarestrup

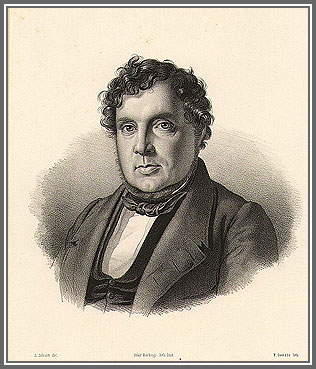
Emil Aarestrup

Carl Ludwig Emil Aarestrup (* 4. Dezember 1800 in Kopenhagen; † 21. Juli 1856 in Odense) war ein dänischer Dichter der Spätromantik und Erneuerer der erotischen Lyrik.

## Leben
Aarestrup studierte seit 1819 Medizin an der Universität Kopenhagen und absolvierte 1827 sein medizinisches Staatsexamen. Im gleichen Jahr heiratete er Caroline Aagaard und ließ sich als praktischer Arzt zunächst in Nysted auf Lolland nieder. Ab 1838 arbeitete er in gleicher Funktion in Sakskøbing auf Lolland und wurde schließlich 1849 Kreisarzt in Odense.
Zu Lebzeiten erschien von Aarestrup, der mit dem Dichter Christian Winther eng befreundet war, ein einziges Werk (Digte, Gedichte, 1838), das, unter der Hand verbreitet, für einiges Aufsehen sorgte, aber von der damaligen Kritik nicht beachtet wurde. Erst nach seinem Tod wurde sein Werk aufgrund einer Abhandlung von Georg Brandes allgemein bekannt.
Beeinflusst wurde Aarestrups häufig „erotische Situationen“ darstellende Lyrik von Lord Byron, Heinrich Heine, Friedrich Rückert und Victor Hugo. Sein dichterischer Ausdruck üppiger Sinnlichkeit verrät den Einfluss von Adam Oehlenschläger.
Aarestrup übersetzte einige bedeutende Lyriker wie Heinrich Heine, Lord Byron und Thomas Morus ins Dänische. Er benutzte viele verschiedene Strophenformen und Versmaße, bevorzugte jedoch das Ritornell. Auch schrieb er Reimbriefe an seine Gattin.

## Werke
- Efterladte Digte, 1863
- Erotiske Situationer, 1916
- Samlede Skrifter, 1976